# Carey Price
Carey Price, född 16 augusti 1987 i Vancouver i British Columbia, är en kanadensisk professionell ishockeymålvakt som spelar för NHL-laget Montreal Canadiens.

## Spelarkarriär
Price draftades av Montreal Canadiens som 5:e spelare totalt i NHL-draften 2005. Price ansågs redan tidigt vara en av världens största målvaktstalanger.
Price spelade juniorhockey med Tri-City Americans i Western Hockey League.
Price skrev år 2007 ett treårskontrakt med Montreal Canadiens. Price spelade sin första säsong i Canadiens farmarlag Hamilton Bulldogs i AHL, där gjorde han stor succé. Efter att ha lett laget till Calder Cup-vinst blev han belönad med Jack Butterfield Trophy som den mest värdefulle spelaren i AHL-slutspelet.
Under JVM 2007 var Price Kanadas förstemålvakt och ledde laget till JVM-guld. Price blev också utsedd till turneringens bäste spelare, och valdes in i All Star-laget.
Inför säsongen 2007–08 kallades Price upp till Montreal Canadiens i NHL, som andremålvakt. Under säsongen skickades han ner till farmarlaget igen, men i februari 2008 bytte Canadiens bort sin förstemålvakt Cristobal Huet till Washington Capitals. Montreal litade nu på den 21-årige Carey Price som förstemålvakt i slutspelet.
Price började bra som förstemålvakt och blev utsedd till månadens rookie i NHL i mars 2008. I slutspelets första omgång höll Price nollan två gånger i matchserien mot Boston Bruins, varav en i den avgörande sjunde matchen. I kvartsfinalen mot Philadelphia Flyers blev dock Price hårt ansatt av motståndarnas forwards. Flyers slog ut Canadiens ur slutspelet, till viss del beroende på ojämnt målvaktsspel från Price.
Säsongen 2008–09 blev Price invald i NHL:s All Rookie-lag.